# Franz von Mutius
Franz Joseph Clemens Maximilian von Mutius (* 29. Juli 1925 in Börnchen, Kreis Jauer, Provinz Schlesien; † 2. August 2011 in Bad Reichenhall) war ein deutscher Verwaltungsjurist.

## Werdegang
Mutius war ab 1984 Schatzmeister, später stellvertretender Generaldirektor der Internationalen Arbeitsorganisation (ILO) in Genf.

## Ehrungen
- Bundesverdienstkreuz 1. Klasse (5. Oktober 1987)